# Altınova, Ayvalık
Altınova là một thị trấn thuộc huyện Ayvalık, tỉnh Balıkesir, Thổ Nhĩ Kỳ. Dân số thời điểm năm 2010 là 11.237 người.